# L'isola (Marai)
L'isola (titolo originale A sziget) è un romanzo del 1934 dello scrittore ungherese Sándor Márai.

## Trama
Una caldissima giornata di maggio. Un variegato gruppo di turisti provenienti da varie parti d'Europa è ospite dell'Argentina, un elegante albergo sul mare a Ragusa in Croazia, fra questi un chiassoso fabbricante tedesco di porcellane, una gentildonna di Zagabria ed il suo compagno turco, una famiglia greca, una coppia di Bulgari ed un pastore protestante tedesco. Uno degli ospiti, il professor Victor Henrik Askenasi, proveniente da Parigi e diretto in Grecia, col suo aspetto grigio e malaticcio ed il suo atteggiamento poco amichevole, sembra distante dall'allegria degli altri. Askenasi ha appena deciso di abbandonare Ragusa con il primo mezzo disponibile e per questa ragione si informa alla reception delle varie possibilità.
Durante la discussione fra il portiere ed Askenasi, si avvicina alla reception un'altra ospite, una donna vestita di bianco dagli occhi grigi e i capelli biondo cenere, che a voce alta richiede la chiave della camera "Zwoundvierzig", come se volesse farsi sentire da Askenasi. La donna risale le scale diretta alla sua camera e si volta, quasi che voglia controllare se Askenasi la stia seguendo, mentre il professore, benché turbato dal comportamento della donna, alla fine decide di ignorarla e rientrare nella sua camera.
Askenasi sta vivendo un periodo di difficoltà sul piano personale, qualche tempo prima ha lasciato la moglie e la figlia piccola per andare a vivere presso Eliz, una ballerina russa, perdendo anche interesse al suo lavoro di insegnante. Il cambiamento del suo stile di vita è stato più o meno apertamente criticato da amici e colleghi, però Askenasi non si cura di ciò che pensano gli altri, sente che c'è una "domanda" che lo tormenta ossessivamente e sta cercando di capire in che modo trovare la "risposta".